# Karmelitánský klášter (Montmartre)
Karmelitánský klášter na Montmartru (francouzsky Carmel de Montmartre) je konvent v Paříži. Komunita jeptišek katolické církve žije podle karmelitánské spirituality a duchu svaté Terezie z Avily. Sídlo se nachází poblíž zvonice baziliky Sacré-Cœur ve čtvrti Montmartre na adrese 34 rue du Chevalier-de-la-Barre.